# Blanes
Blanes település Spanyolországban, Girona tartományban. Blanes Lloret de Mar, Malgrat de Mar, Palafolls és Tordera községekkel határos. Lakosainak száma 42 198 fő (2024).

## Megközelítése
A település Barcelona felől a Barcelona–Mataró–Maçanet-Massanes-vasútvonalon közelíthető meg a RENFE/Rodalies de Catalunya R1 elővárosi járataival.

## Népesség
A település népessége az elmúlt években az alábbi módon változott:
| Lakosok száma | 1829 | 5401 | 6638 | 9492 | 22 372 | 35 577 | 40 047 | 39 293 | 39 028 | 42 198 |
|               | 1717 | 1887 | 1936 | 1960 | 1986   | 2004   | 2009   | 2014   | 2019   | 2024   |

## Története
Blanes története a római hódítás előtti időkig nyúlik vissza. Az iberiai tevékenységek nyomai megtalálhatók a térségben. Blanes és környékének romanizálása a Kr. e. 3. század körül kezdődött. A Blandae lelőhely római maradványai a közelben találhatók. A római uralom véget értével a térség a félsziget nagy részével azonos sorsra jutott: egymást követően a gótok, majd a mórok hódították meg, majd röviddel ezután a keresztények visszahódították. A 13. században, miután a keresztények visszanyerték hatalmukat, Blanesben fontos építészeti fejlesztések történtek. Néhány példa erre a palota, a Palau Vescomtal, az Església Parroquial templom és a városfalak.
A 17. században, a katalán felkelés (Guerra dels Segadors) idején Blanes gyakorlatilag porig égett. A Palau Vescomtal teljesen megsemmisült.
A spanyol örökösödési háború is érintette Blanes városát. Ezt követően megkezdődött a város újjáépítése és a mezőgazdaság fejlesztése.